# اوزون‌آغاچ
اوزون‌آغاچ (به قزاقی: Узынағаш، ۋزىن‌اعاش) یک زیستگاه انسانی در قزاقستان است که در شهرستان جامبیل، آلماتی واقع شده‌است.

## خصوصیات
اوزون‌آغاچ  ۳۰٬۵۸۹ نفر جمعیت دارد.